# Simfonia núm. 47 (Haydn)
La Simfonia n.º 47 en sol major, Hoboken I/47, és una simfonia del compositor austríac Joseph Haydn, composta probablement el 1772, durant el període Sturm und Drang del compositor. Rep el nom d'El palíndrom pel tercer moviment de la simfonia anomenat Minueto al roverso (minueto al revés): la segona part del minueto és igual que la primera però al revés i el trio també està escrit d'aquesta forma.

## Moviments
Està orquestrada per a dos oboès, fagot, dues trompes i cordes. La simfonia consta de quatre moviments:
1. Allegro, 4/4
2. Un poco adagio cantabile, 2/4
3. Menuetto e Trio, 3/4
4. Presto assai, 2/2

El primer moviment comença amb un cop de timbal i una xaranga de ritmes amb puntejat de notes repetides que fa de primer tema per al moviment en forma sonata. La línia entre el desenvolupament i la recapitulació es taca per la reaparició del ritme amb puntejat en sol menor (la tònica de partida però en menor) seguida per una recapitulació normal del segon tema. El primer tema és resolt finalment en la coda.
El moviment lent és un tema amb quatre variacions en contrapunt invertit. Durant la tercera variació, cada aparició del tema ternari amb els vents apareix només a la secció central emmarcada per cordes amb sordina a les seccions llunyanes. En la segona secció, el tema a dues veus s'inverteix. A més, a través de cada una de les tres variacions els ritmes superficials s'acceleren de corxeres a semicorxeres i més tard a tresets de semicorxeres fins a arribar a fuses. La quarta variació canvia d'aquest patró en el qual està orquestrat al complet durant tota la variació i serveix com a recapitulació per al moviment. El que segueix és una coda en la qual el tema va morint lentament.
El Minuetto al roverso (minueto al revés o en italià minuet al rovescio) és la raó per la qual aquesta simfonia de vegades rep el nom de El palíndrom: la segona part del minueto és igual que la primera però al revés i el trio també està escrit d'aquesta forma.